# C2 Pictures
C2 Pictures — бывшая американская кинокомпания, специализировавшаяся на производстве и дистрибуции фильмов и сериалов и основанная Марио Кассаром и Эндрю Дж. Вайной в 1998 году в качестве замены для более крупной кинокомпании Carolco Pictures, которая закрылась тремя годами ранее.
В 2008 году, после череды кассовых провалов, C2 приостановила свою деятельность и была распущена в том же году.

## История

### Деятельность
C2 Pictures была основана в 1998 году Марио Кассаром и Эндрю Дж. Вайной (до этого они уже основали кинокомпании Carolco Pictures и Cinergi Pictures, которые были закрыты в 1995 и 1998 годах соответственно).
Первым фильмом, выпущенным новоиспечённой компанией, стал боевик «Обмануть всех», премьера которого состоялась осенью 2002 года. Однако, как позже признался Марио Кассар, их с Вайной главной целью являлась покупка всех прав на франшизу «Терминатор».
В июле 2000 года стало известно, что C2 выкупила права на франшизу «Терминатор» и начала разработку третьего фильма совместно с компаниями VCL Communications и Toho-Towa, а летом 2003 года фильм был выпущен в прокат под названием «Терминатор 3: Восстание машин».
В том же 2000 году стало известно, что C2 и Metro-Goldwyn-Mayer занимаются совместным производством фильма «Основной инстинкт 2», премьера которого состоялась весной 2006 года.
Осенью 2005 года было объявлено, что C2 занимается производством телесериала по мотивам франшизы «Терминатор» для телеканала Fox и уже подписала контракт с кинокомпанией Warner Bros. Pictures на создание сериала. Премьера первого сезона телесериала, который получил название «Терминатор: Битва за будущее», состоялась на Fox 13 января 2008 года.

### Закрытие
В 2008 году, из-за некоторых финансовых трудностей и проблем с бюджетом, C2 Pictures приостановила выпуск своих новых фильмов, а спустя всего пару месяцев стало публично известно, что компания была закрыта. 

## Фильмография

### Кино
| Дата выхода    | Название                      | Режиссёр           | Партнёры                                                             | Бюджет           | Кассовые сборы  |
| -------------- | ----------------------------- | ------------------ | -------------------------------------------------------------------- | ---------------- | --------------- |
| 1 ноября 2002  | Обмануть всех                 | Бетти Томас        | Columbia Pictures Tall Trees Productions Sheldon Leonard Productions | $70 миллионов    | $60.3 миллионов |
| 2 июля 2003    | Терминатор 3: Восстание машин | Джонатан Мостоу    | Columbia Pictures Intermedia Films                                   | $187.3 миллионов | $433.3 миллиона |
| 31 марта 2006  | Основной инстинкт 2           | Майкл Кейтон-Джонс | Metro-Goldwyn-Mayer Intermedia Films                                 | $70 миллионов    | $38.6 миллионов |
| 10 ноября 2006 | Дети славы                    | Кристина Года      | N/A                                                                  | N/A              | N/A             |

### Телевидение
| Дата выхода    | Название                     | Создатель    | Партнёры                                                       | Телеканал | Прим.               |
| -------------- | ---------------------------- | ------------ | -------------------------------------------------------------- | --------- | ------------------- |
| 13 января 2008 | Терминатор: Битва за будущее | Джош Фридман | Sarah Connor Pictures Bartleby Company Warner Bros. Television | Fox       | только первый сезон |